# Seznam představitelů Prachatic
Seznam představitelů města Prachatice od roku 1640 do roku 1700 a od roku 1850 do současnosti.

## Primasové
V této době se na každé období volilo do prachatické městské rady 12 konšelů, kteří se v přibližně měsíčním cyklu střídali na pozici purkmistra, přičemž primas (či primátor) byl ten nejvýznamnější z nich, který se purkmistrovství v daném období ujal první. Mezi roky 1640 a 1700 se vystřídalo celkem 36 městských rad. Jejich primasy byli:
- 1640–1641, Jakub Klement
- 1641–1643, Jiří Pelhřimovský
- 1643–1644, Jakub Klement
- 1644–1646, Jiří Pelhřimovský
- 1646–1651, Matěj Ubermeßer
- 1651–1654, Mikuláš Weinmann
- 1654–1658, Jan Weißenregner
- 1658–1660, Matěj Ubermeßer
- 1660–1661, Petr Bíška
- 1661–1664, Jan Weißenregner
- 1664–1666, Jiří Čech
- 1666–1668, Matěj Šipaunský
- 1668–1671, Matyáš Grundtnágl
- 1671–1673, Matěj Šipaunský
- 1673–1675, Matyáš Grundtnágl
- 1675–1677, Jan Schworczaur
- 1677–1680, Matyáš Grundtnágl
- 1680–1682, Václav Barth
- 1682–1695, Lukáš Fischer
- 1695–1697, Ondřej Palauška
- 1697–1700, Jiří Adalbert Springinsfeld

## Purkmistři
Později byli purkmistři jmenováni na celé období. Purkmistry Prachatic byli:
- 1801–1803, Johann Felber[3]

## Starostové
Starosty Prachatic před rokem 1849 byli:
- 1837–1838, Felix Spinka

Starosty Prachatic mezi roky 1850 a 1945 byli:
- 1850–1856, Franz Hellebrand
- 1856–1861, Anastas Seyffert
- 1861–1891, Ernst Mayer
- 1891–1907, Johann Zdiarsky
- 1907–1912, Wenzl Jungbauer
- 1912–1920, Eustach Fuchs
- 1920–1922, Jan Pluhař
- 1922–1927, Karl Messner
- 1927–1933, Karl Pechtl
- 1933, Václav Skalička
- 1935–1938, Otto Chadraba
- 1938–1945, Franz Watzlawick
- 1945, Václav Pilát

## Předsedové MNV a MěNV
Předsedy Místního národního výboru či později Městského národního výboru Prachatic mezi roky 1945 a 1990 byli:
- 1945–1946, Theodor Vlk
- 1946–1949, Jan Fried
- 1949–1950, Theodor Vlk
- 1950–1960, Václav Pícha
- 1960–1970, František Kučera
- 1970–1975, Josef Jarošík
- 1975–1983, Jan Houška
- 1983–1989, Miroslav Rypáček
- 1989–1990, Zdeněk Černý

## Starostové
Starosty Prachatic od roku 1990 byli:
- 1990–1992, Zdeněk Černý
- 1992–1998, Miroslav Bojanovský
- 1998–2010, Jan Bauer
- 2010–2022, Martin Malý
- 2022-?, Jan Bauer